# 甜心約會
甜心約會（Sugar dating，sugaring ） 是指年长富有的人与年轻人之间的約會。 年长富有的人會給予年轻人金钱以及名牌商品和珠宝等礼物，目的是與年轻人發生性关系，或者是讓年輕人陪伴自己。 收到礼物的人被称为糖宝，而支付金錢和贈予礼物的人則被称为糖爹或糖妈。 
关于这种行为是否可以被视为性工作（即购买亲密的注意力，包括性方面或其他方面）存在争议。 在德国之声的一篇文章中，SeekingArrangement的首席执行官否认该网站为性工作者及其客户提供服务，称“应召女郎和她们的客户在我们的网站上从未受到欢迎”。 在马来西亚，甜蜜约会是非法的， 甚至Sugarbook这家马来西亚甜蜜约会公司的首席执行官还因此被捕， 网站也被马来西亚互联网服务提供商屏蔽。 甜蜜约会被称为现代版的“古代名妓”， 即“妓女，尤其是拥有富有或上层阶级客户的那种”。